# Ian Bremmer

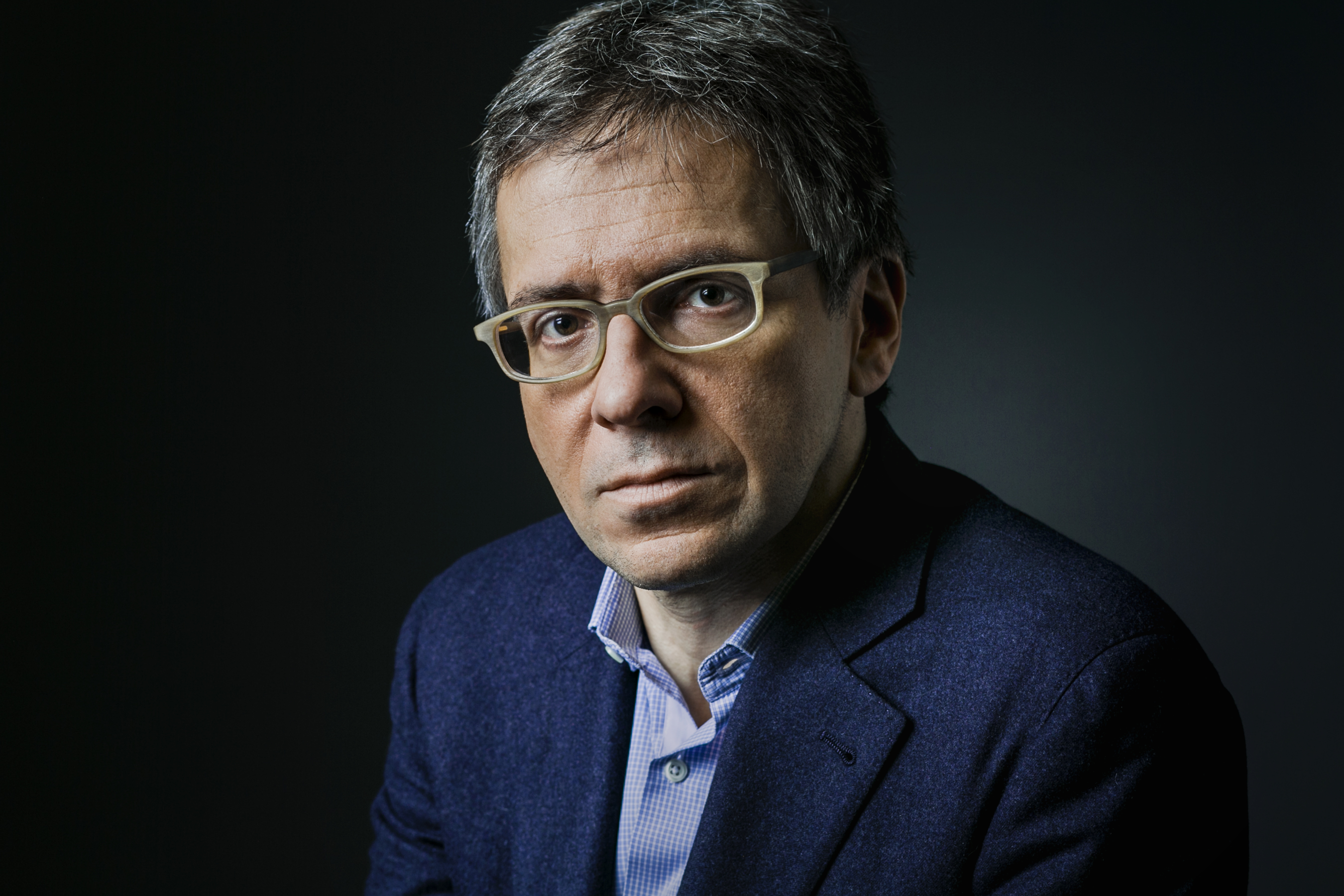
Ian Bremmer (2017)

Ian Bremmer (* 12. November 1969 in Boston, Massachusetts) ist ein US-amerikanischer Politikwissenschaftler spezialisiert auf die Bereiche Außenpolitik, Transformation von Staaten und globale politische Risiken, Gründer und Präsident der Eurasia Group sowie Initiator des Global Political Risk Index (GPRI) an der Wall Street.

## Leben
Bremmer begann sein Studium der Politikwissenschaften an der Tulane University, die er 1989 mit dem Abschluss Bachelor of Arts (B.A.) verließ, um anschließend sein Studium an der Stanford University fortzusetzen. Im Jahr 1991 erlangte er den Abschluss des Master of Arts (M.A.) und 1994 den akademischen Grad des Doctor of Philosophy (Ph.D), jeweils in Politikwissenschaft.
Er ist Präsident der Eurasia Group, eines 1998 von ihm gegründeten Unternehmens, das weltweit tätig ist und Forschung und Beratung hinsichtlich globaler politischer Risiken betreibt. Parallel hierzu ist er Global Research Professor an der New York University, eingebunden in den Fachbereich Wirtschaftswissenschaften, wo er lehrt und beratend für die Organisation von Veranstaltungen und Seminaren zuständig ist.
Bremmer äußert sich zu wirtschaftlichen und politischen Belangen und verfasste mehrere Bücher, von denen einige ins Deutsche übersetzt wurden. Außerdem ist er Kolumnist beim Nachrichtenmagazin Time und bei der Nachrichtenagentur Reuters. Er schreibt für den Blog The Call innerhalb der Webpräsenz des Magazins Foreign Policy. Er veröffentlicht Artikel und Essays unter anderem im Wall Street Journal, in der Washington Post, der New York Times, der Newsweek sowie Foreign Affairs.
2023 hielt er einen TED-Vortrag mit dem Titel „The Next Global Superpower Isn’t Who You Think“, in dem er ein geopolitisches Modell einer derzeit entstehenden multipolaren Weltordnung beschrieb und die Techindustrie aufgrund der Macht der von ihnen entwickelten sozialen Medien als eine der Weltmächte bezeichnete. Als Begründung betonte er beispielsweise die Rolle der IT für die Ukraine im Russisch-Ukrainischen Krieg oder die Sperrung des ehemaligen US-Präsidenten Donald Trump auf der Plattform Twitter 2021.
Im Vorfeld der Präsidentschaftswahl in den Vereinigten Staaten am 5. November 2024 äußerte sich Bremmer tief besorgt. Es bestehe kein Zweifel daran, dass der Wahlprozess selbst frei und fair verlaufen werde. Es sei jedoch beunruhigend, dass bei einem der beiden Kandidaten – Donald Trump – abzusehen sei, dass er eine Wahlniederlage nicht anerkennen werde. Dies sei schon bei der vorangegangenen Wahl im Jahr 2020 passiert und werde sich bei einem ähnlichen Szenario wiederholen. Viele Amerikaner würden den jeweiligen Kandidaten der Gegenseite nicht als legitim ansehen. Das Beste wäre ein ganz eindeutiger Wahlausgang, der Zweifel daran unplausibel erscheinen ließe. Die größte Sorge habe er wegen der möglichen Desinformation. Hinter Donald Trump stünde Elon Musk, der mit seiner Medienmacht Trumps Desinformationen voll unterstützen werde.
Bremmer ist Präsident und Gründer der GZERO Media.

## Veröffentlichungen (Auswahl)
Im englischen Original:
- Us vs. Them: The Failure of Globalism. Portfolio Penguin 2018, ISBN 978-0-525-53318-4.
- Super: Three Choices for America’s Role in the World. Penguin Group, 19. Mai 2015, ISBN 978-1591847472.
- Every Nation for Itself: Winners and Losers in a G-Zero World. Penguin Group. 31. Januar 2013, ISBN 978-0670921058.
- The End of the Free Market: Who Wins the War Between States and Corporations. Penguin Group, 27. September 2011, ISBN 978-1591844402.
- The Fat Tail: The Power of Political Knowledge in an Uncertain World (with a New Preface). Oxford University Press, 13. Mai 2010, ISBN 978-0199737277.
- The J Curve: A New Way to Understand Why Nations Rise and Fall. Simon & Schuster, 29. August 2006, ISBN 978-0743274722.

In deutscher Übersetzung:
- Das Ende des freien Marktes: Der ungleiche Kampf zwischen Staatsunternehmen und Privatwirtschaft. Carl Hanser Verlag, München 2011, ISBN 978-3446427006.
- Macht-Vakuum: Gewinner und Verlierer in einer Welt ohne Führung. Carl Hanser Verlag, München 2013, ISBN 978-3446427006.